# توتزا
توتزا (به اسپانیایی: Tutazá) یک سکونتگاه مسکونی در کلمبیا است که در Tundama Province واقع شده‌است.